# 창원단감축제
창원단감축제는 경상남도 창원시에서 개최하는 지역 축전이다.